# Alba Rico
Alba Rico Navarro (născută pe 26 februarie 1989, în Elda, Alicante) este o actriță și cântăreață spaniolă. Ea este cunoscută pentru rolul Naty din serialul Disney „Violetta”. Este împreună cu un artist din Violetta (Fagundo Gambande=Maxi).

## Biografie
Și-a început cariera de actriță la vârsta de 14 ani. În Spania, a jucat în numeroase piese de teatru, inclusiv în La gasolinera, pentru care a fost recompensată cu titlul de cea mai bună actriță la festivalul Alegria din 2010.